# Government House (Camberra)
La Government House, también conocida como Yarralumla, es la residencia oficial del gobernador general de Australia, y está localizada en el suburbio de Yarralumla, Canberra.
La residencia se ubica en un terreno de 54 hectáreas, junto al Lago Burley Griffin. El suburbio de Yarralumla, que ha crecido alrededor de la Casa de Gobierno, es una de las áreas más caras y exclusivas de Canberra, y es donde se ubica la mayoría de las embajadas extranjeras.
En la Casa de Gobierno, el gobernador general preside las reuniones del Consejo de Gobierno Federal, realiza ceremonias de entrega de condecoraciones como la Orden de Australia, recibe a jefes de Estado y otros dignatarios que visitan el país; hace entrega de las credenciales de embajadores destinados a Australia, y realiza veladas sociales que convocan a personalidades de los más variados ámbitos de la vida pública. Fue en el salón-escritorio de Yarralumla que el gobernador general de la época, Sir John Kerr le pidió la renuncia a Gough Whitlam como primer ministro de Australia el 11 de noviembre de 1975, culminando lo que hoy se conoce como la "Crisis Constitucional australiana de 1975".
La anterior reina de Australia, Isabel II, se ha alojado en la Casa de Gobierno cuando visitó Canberra, como también lo hacen algunos jefes de Estado que acuden a Australia en visitas oficiales.

## Yarralumla
Entre 1901, cuando se formó el Estado Federado de Australia, y 1927, el Parlamento australiano se ubicaba en Melbourne, y la residencia oficial del gobernador general (el representante de la Corona en Australia) era la Casa de Gobierno de Melbourne. Cuando la villa de Canberra fue elegida como el lugar para desarrollar la futura capital de Australia en 1913 -y con ello, la escisión de 2358 kilómetros cuadrados de territorio para formar el Territorio de la Capital Australiana (ACT)- el gobierno compró la "Estancia Yarralumla", una propiedad rural destinada al pastoreo, construida por la familia Campbell en 1891, para su uso como una Casa de Gobierno permanente. La casona original fue renovada, ampliada y transformada para su nuevo objetivo.
Sin embargo, a raíz de la Primera Guerra Mundial y de sus adversas consecuencias económicas, el Gobierno no se mudó a Canberra sino hasta 1927, siendo ese el año en que el gobernador general comenzó a utilizar de vez en cuando Yarralumla como su residencia oficial. Entre 1927 y 1930 el gobernador general continuaba residiendo principalmente en la Casa de Gobierno de Melbourne, y alojaba en Yarralumla solamente cuando el Parlamento de Australia sesionaba. En 1930 el Gobierno federal finalmente devolvió la Casa de Gobierno de Melbourne, al gobierno del estado de Victoria, y Yarralumla se convirtió definitivamente en la residencia oficial del gobernador general. Sir Isaac Isaacs fue el primer gobernador general que vivió allí permanentemente.

## Historia
El arquitecto Walter Burley Griffin incluyó una Casa de Gobierno en su plan para Canberra, que se tenía que ubicar en la zona de Gobierno, incluyendo una perspectiva al lago, pero tal como ocurrió con muchos otros detalles de su planificación, consideraciones prácticas cambiaron el diseño original.
La casa original fue construida por la familia Campbell, dueña también del "Duntroon", edificio que hoy alberga a la Real Escuela Militar (Royal Military College). Frederick Campbell demolió la mayor parte de la explotación rural de piedra en 1891. Campbell entonces tenía una casa doble de tres pisos de ladrillo roja construida para reemplazar la antigua residencia, y esto es ahora todo lo que permanece de la explotación rural de Campbell. En 1899, Campbell demolía lo que quedaba de la casa vieja, reemplazándola por un edificio de ladrillo más pequeño. El cobertizo de cortadura construido por los Campbell aún se mantiene, cerca de la ribera del Río Molonglo, pasado la Presa de Notario (Scrivener Dam).
Después de que el Gobierno Federal decidiera utilizar la casa como una residencia provisional para el gobernador general, otro bloque de tres pisos se construía detrás del existente, junto con una nueva entrada en la fachada sur. Un bloque estable se construía al oeste de la casa, además de las casas para los empleados. Desde 1920 la casa se ha extendido y se ha renovado varias veces, pero la estructura básica de 1891 aún es claramente reconocible en la fachada sur.
Lord Stonehaven fue el primer gobernador general que vivió en la casa, quien participó de la inauguración del entonces edificio del Parlamento Provisional (ahora Casa de Parlamento Viejo) en 1927. La residencia era pequeña, especialmente comparada con la Casa de Gobierno en Melbourne, y varios Gobernadores-Generales y sus esposas se quejaban de las limitaciones de la casa como lugar para ofrecer cenas y eventos oficiales. Los planes para una residencia permanente y más sustancial nunca se implementaban, como consecuencia de la Gran Depresión y, una década después, por la grave situación de inseguridad nacional que generó en el país la Segunda Guerra Mundial.
En 1927, el duque y la duquesa de York (quienes luego se convertirían en el rey Jorge VI y la reina Isabel) alojaron en la residencia cuando visitaban Canberra para inaugurar la Casa de Parlamento Provisional. Antes de su llegada, se realizaron variadas mejoras cambios extensos para asegurar que el edificio era apropiado para recibir a miembros de la Familia Real británica, las que fueron supervisadas por el arquitecto John Smith Murdoch.
Los interiores de la casa, junto con muchos de sus muebles, fueron diseñados originalmente por Ruth Lane Poole de la Comisión Capital Federal observando el estilo clásico imperante, con interiores más formales para los salones oficiales, y un esquema más liviano en las habitaciones residenciales privadas. Poole fue también responsable de los interiores de La Cabaña, la residencia de Canberra oficial del primer ministro. El Fondo de Australia ha proporcionado muebles, obras del arte y otros objetos de significación nacional al uso en la casa.
Una sala privada se construía en 1933 a petición de la Señora Isaacs sobre el porche de entrada sur, que mira hacia el sur a través de los jardines de Brindabella y las cumbres de los Alpes Australianos.
En 1939, la casa nuevamente se renovaba extensamente y se amplia en el estilo clásico típico de los primeros edificios públicos de Canberra a un diseño por E.H. Henderson, Arquitecto Jefe de la Oficina de Obras Públicas del Departamento de Interior. Lord Gowrie vivía en la casa, y había consenso en que la residencia no satisfacía las necesidades oficiales. La ampliación hecha en 1899 se demolió, siendo reemplazada por un ala más espaciosa. El salón de dibujo también se amplió, se añadió una guardería en el tercer piso, y se extendió el comedor principal.
Los cambios fueron impulsados por quien se esperaba el siguiente gobernador general, el duque de Kent, quien tenía segura la nominación en el cargo. Sin embargo, el duque falleció en un accidente aéreo en 1942 en Escocia, y fue su hermano mayor el duque de Gloucester, quien al final tomó el cargo y contó con los cambios en la residencia al momento de su llegada.
En los años 90 un nuevo bloque, construido en armonía con el estilo clásico de la residencia, diseñado por Roger Pegrum, se construyó para albergar las oficinas del secretario oficial del gobernador general y sus funcionarios administrativos.
Algunos críticas sostienen que la residencia adolece de distinción y de unidad en su diseño, y se han levantado propuestas para construir una Casa de Gobierno nueva. Sin embargo, ninguna de ellas está bajo estudio por parte de las autoridades de Australia.

## La Casa
La Casa de Gobierno está situada al oeste de Canberra, en el suburbio de Yarralumla. Se localiza en las riberas del lago Burley Griffin en una orientación al norte meridional al que se accede a través del camino Dunrossil Drive. En la entrada a la propiedad están las rejas, decoradas con los escudos de armas reales y del Estado federal, y la casa de campo de un portero. El paseo conduce a la casa a través de césped diseñado y jardines.
La Casa de Gobierno se compone de un bloque céntrico, erigido por Frederick Campbell en 1891, que se extendió en el año 1920. Otras adiciones se realizaron en el año de 1930 y 1940. Todos estos se mantienen y están pintados de color crema. Los azulejos de tejado son verdes.
La Entrada de Estado a la Casa de Gobierno se localiza en su fachada oriental, y es protegido por un porte-cochere, dentro del cual hay un conjunto de pasos que conducen hasta las puertas de entrada.
A lo largo del centro de la casa es la Sala de Entrada de Estado, rodeada de obras de arte australianas y muebles, incluyendo un estudio por el Sir William Dargie para el "Retrato de Zarzo" denominado de la reina Isabel II de Australia y un estudio para un retrato, otra vez por Dargie, del príncipe Felipe.
Ceremonias oficiales, como el jurando dentro de ministros, presentación de honores y recepciones tienen lugar en el Salón, que se decora con pinturas por artistas australianos y contiene ejemplos de primeros muebles australianos.
El Salón conduce por a la Entrada Particular, que se compone de una serie de habitaciones que conducen de la fachada meridional (con vistas de las Gamas de Brindabella) por a la Sala de Entrada de Estado. Otra vez, estos se decoran con pinturas por artistas australianos y contienen muebles australianos antiguos.
Más allá de la Entrada Particular están una habitación de mañana y un pequeño comedor. El pequeño comedor contiene una serie de pinturas por artistas australianos Indígenas. Estas habitaciones conducen de vuelta a la Sala de Entrada de Estado.
En el lado de la casa está el Comedor de Estado, que tiene un ventanal grande que domina lago Burley Griffin y conduce fuera a una terraza. También en la planta baja, y dominando el lago, está el estudio del gobernador general, donde despacha y recibe visitantes, junto con una sala y un vestíbulo conducción a una cantidad de oficinas y habitaciones de servicio.
Los pisos superiores contienen la residencia particular del gobernador general y las habitaciones de invitado.
El mobiliario y decoración de Casa de Gobierno representan una serie de estilos australianos, artistas, desde tiempos coloniales al día actual. También alberga una colección grande de gallerías por artistas australianos Indígenas. Las instituciones nacionales, incluyendo la Galería Nacional de Australia (National Gallery of Australia), la Biblioteca Nacional de Australia (National Library of Australia), y también el Fondo de Australiana, han prestado muchas de las piezas utilizadas en la casa.
Los artistas australianos representados en la casa incluyen a Emanuel Phillips Fox, Thomas William Roberts, Sir Arthur Streeton, Sir William Dargie, Margaret Preston, Rupert Bunny, Nicholas Chevalier, W.B. McInnes, Elioth Gruner, Sir Lionel Lindsay, Sir Edgar Bertram Mackennal, Sir Hans Heysen, Lloyd Rees, Fred Williams, Arthur Boyd, Sir Sidney Nolan, Leonard French, Justin O’Brien, Ray Crooke, John Alexander Dowie, Johnny Warangkula Tjupurrula, Margaret Olley, Pro Hart, Yala Yala Gibbs Tjungarrayi, Charlie Tjararu Tjungarrayi y Paddy Japaljarri.

## Jardines
Amplios terrenos ajardinados rodean la casa. Primero fueron ideados y puestos en marcha por el horticultor Charles Weston. Muchos de los árboles de los jardines han sido plantados por dignatarios visitantes. Los terrenos incluyen extensas plantaciones de árboles y amplios prados, que brindan vistas hacia Black Mountain en el norte y Brindabella Ranges en el sur.
El "Wild Garden" o "Jardín inglés" fue diseñado por lady Gowrie, e incluye un monumento a Patrick Hore-Ruthven, el único hijo sobreviviente del gobernador general lord Gowrie y su esposa, quien murió en combate en la Segunda Guerra Mundial. El diseño de este jardín fue influenciado por el trabajo de Edna Walling y Paul Sorenson. Los sucesivos gobernadores generales y sus cónyuges han dispuesto otros jardines. El césped y las terrazas junto al lago, por ejemplo, se desarrollaron cuando el lago Burley Griffin se llenó de agua a principios de la década de 1960, durante el mandato virreinal de lord De L'Isle. En la década de 1980, durante el mandato de sir Ninian Stephen, se llevaron a cabo nuevos desarrollos en las terrazas. 
Un bosque de rododendros fue diseñado y plantado en la década de 1970 por Otto Ruzicka, y se llama el "Jardín Hasluck" en honor al gobernador general sir Paul y su consorte, Alexandra Hasluck. Además, en la década de 1990 se plantaron grandes cantidades de bulbos a lo largo del lado este de "Vista Lawn" al sur de la casa por sugerencia de Dallas Hayden, esposa del gobernador general Bill Hayden. Se estableció un "Jardín de la valentía" en los terrenos de la Casa de Gobierno, sugerido por sir William y lady Deane e inspirado por John Thurgar OAM , MBEy Hedonna Thurgar, fundadores de la Australian Bravery Association. El jardín exhibe diferentes decoraciones civiles y militares australianas, incluida la Cruz Victoria y el equivalente civil, la Cruz del Valor.
Aproximadamente a 100 metros al sur de la casa hay una ligera depresión en "Vista Lawn" de Yarralumla. Se marca la ubicación de un rellenado y bóveda de ladrillo de cemento, que una vez contuvo los cuerpos de dos de los habitantes de la época colonial de la propiedad, Elizabeth Gibbes (c.  1790 -1874) y su marido, el coronel John George Nathaniel Gibbes (1887-73). Originalmente, la bóveda subterránea estaba rodeada por un grupo de tejos y espinos. En 1880, los ataúdes que contenían los restos del coronel y la Sra. Gibbes fueron sacados de la bóveda por su hijo "Gussie" Gibbes y sepultados en la iglesia de San Juan Bautista, Reid. En el mismo cementerio, a pocos pasos del lugar de enterramiento de los Gibbes, se encuentra la tumba de lord Dunrossil (1893-1961), el decimocuarto gobernador general de Australia, que murió durante su mandato en Yarralumla.